# نبرد مودلین

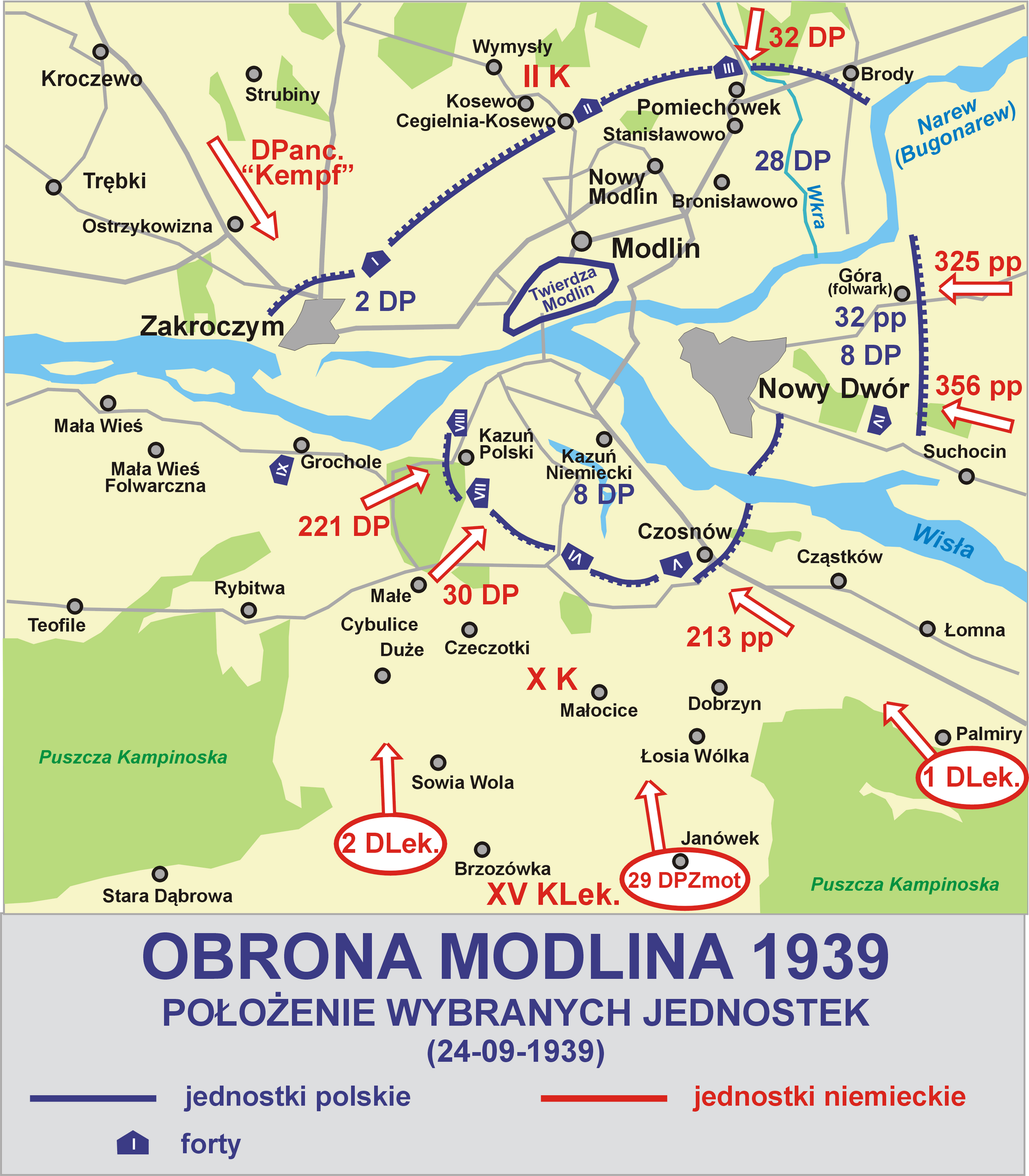
نقشه نبرد

نبرد مودلین یک درگیری نظامی است که در طی تهاجم به لهستان میان قوای آلمان نازی و ارتش لهستان از تاریخ ۱۳ تا ۲۹ سپتامبر در دژ مودلین صورت گرفت.
طی ماه سپتامبر سال ۱۹۳۹ نیروهای لهستانی که در حال عقب‌نشینی به سمت ورشو بودند به دژ مودلین پناه بردند تا به مقاومت در برابر قوای آلمان بپردازند. این نیروها که تحت رهبری ژنرال ویکتور تومه قرار داشتند از وجود یک قطار زرهی به نام "Śmierć" (به معنی مرگ) و یک آتشبار ضدهوایی بهره می‌بردند که توانست بیش از هر مکان دیگر هواپیماهای آلمانی را در طی تهاجم به لهستان ساقط کند. نیروهای حاضر در دژ تا هنگام تسلیم لهستان به مقاومت پرداختند و آخرین واحد نظامی لهستان بودند که تسلیم نیروهای آلمانی گشتند.